# Boris Zakovitch
Boris Grigorievich Zakovitch (en russe : Борис Григорьевич Закович), né le 26 octobre 1907 (8 novembre dans le calendrier grégorien), à Moscou et mort en 14 janvier 1995 à Paris, est un poète russe de la première vague de l'émigration.

## Biographie
Il émigre avec sa famille en Lituanie (1920), puis à partir de 1923, à Paris, où il participe activement à la vie littéraire de la communauté russe. Membre de l'Union des jeunes poètes et écrivains, il rejoint le cercle poétique Campement (Кочевье). Il est membre du courant de la Note parisienne, probablement depuis ses premières années. Il est également connu comme un ami proche de Boris Poplavski, auquel il a dédié plusieurs de ses poèmes.
Il publie dans Nombres (Числи) et d'autres revues. Ses poèmes figurent dans plusieurs anthologies de la poésie russe à l'étranger. Gueorgui Adamovitch, notamment, inclut ses vers dans Ancre (Якорь), en 1936. Il indiquera plus tard que Zakovitch a sa propre voix, « une voix qui n'est pas très précise, qui n'est pas très forte, mais qui, si on l'écoute bien, est plus que celle de beaucoup de poètes qui se sont fait un nom ».
Il est en 1946-1947 auditeur de l'École pratique des hautes études.
Au début des années 1970 il revient à Paris, où il vit le reste de ses jours d'une modeste pension.
En 1984, y parait le seul recueil publié de son vivant, Il pleut sur la Seine (Дождь идёт над Сеной).
Il meurt le 14 janvier 1995, dans une maison de retraite.